# Hoffellsjökull
Hoffellsjökull är en glaciär i republiken Island.   Den ligger i regionen Austurland, i den sydöstra delen av landet, 300 km öster om huvudstaden Reykjavík. Hoffellsjökull ligger 527 meter över havet.
Terrängen runt Hoffellsjökull är kuperad norrut, men söderut är den bergig.  Trakten runt Hoffellsjökull är nära nog obefolkad, med mindre än två invånare per kvadratkilometer. Det finns inga samhällen i närheten. Trakten runt Hoffellsjökull består i huvudsak av gräsmarker.